# 10-es főút
10-es főút (tízes főút, ungarisch für ‚Hauptstraße 10‘) ist eine ungarische Hauptstraße.

## Verlauf
Die Straße beginnt in Budapest und führt in nordwestlicher Richtung durch das Pilisgebirge über Pilisvörösvár (Werischwar), Dorog (Drostdorf), weiter am rechten Ufer der Donau über Nyergesújfalu (Sattel-Neudorf) und Lábatlan (Labelan) nach Almásfüzitő, wo sie auf die 1-es főút trifft und an dieser endet.
Die Gesamtlänge der Straße beträgt 75 Kilometer.